# St Mary’s Cathedral, Edinburgh

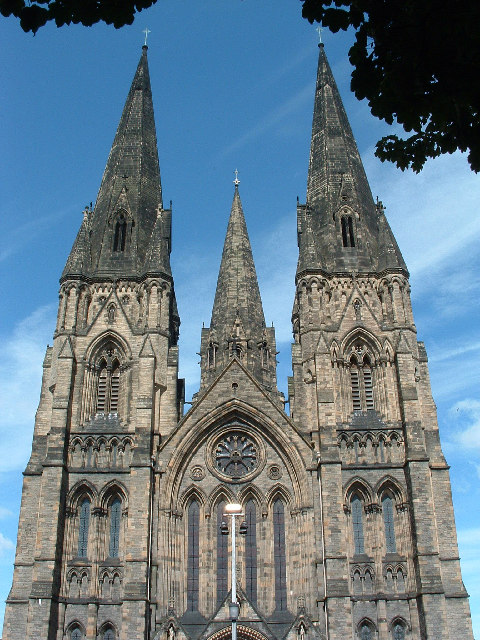
Frontansicht der St Mary’s Episcopal Kathedrale

St Mary’s Cathedral oder die Kathedrale der Heiligen Jungfrau Maria ist eine Kathedrale der schottischen Episkopalkirche in Edinburgh, Schottland.

## Geschichte
Nach der Glorreichen Revolution im Jahr 1688 lösten die Presbyterien wieder die Bischöfe an der Spitze der Nationalkirche in Schottland ab. Durch die anschließende Zugehörigkeit der St. Giles Kathedrale zur Church of Scotland blieb die Episkopalkirche in Edinburgh zunächst ohne Kathedrale. Einige Zeit beteten die übrig gebliebenen Mitglieder der episkopalen Gemeinde in einer Weberei in der Nähe der bestehenden Old Saint Paul's Church. Diese wurde bis ins frühe 19. Jahrhundert als Pro-Kathedrale (oder Konkathedrale) genutzt, ehe diese Funktion von der Church of St Paul in York Place übernommen wurde.

## Gebäude

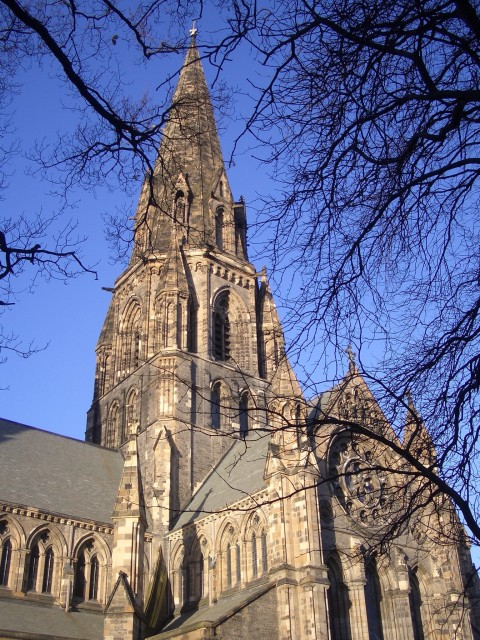
Seitenansicht der St Mary’s Episcopal Kathedrale

Die Kathedrale St Mary’s wurde von Sir George Gilbert Scott im gotischen Stil gestaltet. Weitere Baumeister waren sein Sohn John Oldrid Scott und Sir Robert Lorimer. Der Grundstein wurde am 21. Mai 1874 vom Duke of Buccleuch und Queensberry gelegt, dessen Familie die schottische Episkopalkirche bereits in den hundert Jahren zuvor unterstützt hatte. In dem Grundstein wurde eine Flasche deponiert, die unter anderem eine Kopie der Stiftungsurkunde, eine Gottesdienstordnung, Zeitungen und Münzen enthielt.

## Musik
St Mary’s Cathedral ist die einzige Kathedrale in Schottland, die die Tradition des täglichen Chorgesangs bewahrt. Die Chorsänger stammen dabei aus der eigenen Chorschule. Außerdem war es 1978 unter dem Organisten und Chorleiter Dennis Townhill die erste Kathedrale, in der Mädchen genauso wie Jungen in den Diskant-Stimmen (also den hohen Singstimmen) eingesetzt wurden. 2005 wurde erstmals in der anglikanischen Tradition in St Mary’s Cathedral eine weibliche Altstimme (tiefe Frauenstimme) für den Gesang im täglichen Gottesdienst zugelassen.
Im Turm befinden sich zehn Glocken, die bereits im Oktober 1879 dort installiert wurden, und zwei nachträglich hinzugefügte Glocken. Die originalen Glocken waren ein Geschenk von James F. Montgomery, dem ersten Dechant von St Mary’s. Diese Glocken wurden alle von John Taylor & Co in Loughborough gegossen. Gestaltet wurden sie von Lord Grimthorpe, der damals einer der führenden Designer von Glocken war. Die Glocken der St Mary’s Kathedrale stellen einen der wenigen noch existierenden Glockenserien von Lord Grimthorpe dar.

## Orgel
Die Orgel wurde 1879 von dem Orgelbauer Henry Willis erbaut. Im Laufe der Zeit wurde das Instrument mehrfach verändert und auch erweitert. Die Orgel hat heute 57 Register auf vier Manualen und Pedal. Die Trakturen waren ursprünglich mechanisch und wurden 1897 durch elektro-pneumatische ersetzt.
| I Great Organ C–    |       |
| Double Geigen       | 16′   |
| Large Open Diapason | 8′    |
| Small Open Diapason | 8′    |
| Stopped Diapason    | 8′    |
| Claribel Flute      | 8′    |
| Octave              | 4′    |
| Principal           | 4′    |
| Harmonic Flute      | 4′    |
| Octave Quint        | 2 ⁄3′ |
| Super Octave        | 2′    |
| Spitzflute          | 2′    |
| Sesquialtera II     | 2 ⁄3′ |
| Mixtur V            |       |
| Double Trumpet      | 16′   |
| Trumpet             | 8′    |
| Clarion             | 4′    |

| II Swell Organ C– |     |
| Open Diapason     | 8′  |
| Lieblich Gedeckt  | 8′  |
| Salicional        | 8′  |
| Vox Angelica      | 8′  |
| Principal         | 4′  |
| Lieblich Flute    | 4′  |
| Fifteenth         | 2′  |
| Mixture III       |     |
| Contra Oboe       | 16′ |
| Oboe              | 8′  |
| Vox Humana        | 8′  |
| Double Trumpet    | 16′ |
| Trumpet           | 8′  |
| Clarion           | 4′  |
| Tremulant         |     |

| III Choir Organ C– |        |
| Open Diapason      | 8′     |
| Gamba              | 8′     |
| Claribel Flute     | 8′     |
| Gemshorn           | 4′     |
| Flauto Traverso    | 4′     |
| Nazard             | 2 ⁄3′  |
| Tierce             | 1 3⁄5′ |
| Octavin            | 1′     |

| IV Solo Organ C–  |     |
| Viole d’Orchestre | 8′  |
| Viole Celeste     | 8′  |
| Harmonic Flute    | 8′  |
| Concert Flute     | 4′  |
| Concert Piccolo   | 2′  |
| Corno di Bassetto | 16′ |
| Orchestra Hautboy | 8′  |
| Tremulant         |     |
| Tuba              | 8′  |

| Pedal Organ C–    |     |
| Double open Wood  | 32′ |
| Open Wood         | 16′ |
| Violone           | 16′ |
| Sub Bass          | 16′ |
| Dulciana          | 16′ |
| Violoncello       | 8′  |
| Flute             | 8′  |
| Mixture III       |     |
| Ophicleide        | 16′ |
| Corno di Bassetto | 16′ |
| Posaune           | 8′  |